# MacKay Peak
Der MacKay Peak ist ein verschneiter, pyramidenförmiger und rund 700 m hoher Berg auf der Livingston-Insel im Archipel der Südlichen Shetlandinseln. Er ragt zwischen der False Bay und dem Charity-Gletscher auf.
Das UK Antarctic Place-Names Committee benannte ihn 1977 Kapitän Donald MacKay, Schiffsführer der Schaluppe Sarah aus einer Robbenfängerflotte aus New York City, die zwischen 1821 und 1822 in den Gewässern um die Südlichen Shetlandinseln operierte.